# 郭惠二
郭惠二（1934年8月31日—2022年3月7日），臺灣新北市淡水區人，化學教師，在1970年代於奈及利亞推廣與改善黃豆食品，得到第六屆醫療奉獻獎，晚年娶林媽利為妻。

## 生平

### 早年時期
郭惠二為1934年8月31日生於淡水，牧師郭馬西之子，三歲因雙親至東京為台灣基督教青年會服事，而居住日本。1941年4月，郭惠二在東京新宿區大久保讀戶山小學。日本二次大戰敗後，1946年2月，郭惠二隨雙親搭美軍運輸艦返回臺灣。
郭惠二回臺灣後，小學時為日新國小，中學為大同中學。年少時，郭惠二因國語不及格被留級，加上個性內向而受同學排擠，便向文藝書籍得到慰藉，並受傳教士遠赴非洲服務的故事所感動。1955年，他考上中原理工學院化學系。在大學時間，他開始寫情書給高中時就暗戀的林媽利，但寫兩年都沒有獲得隻字片語的回應。
在澎湖退伍後，郭惠二先至台北醫學院生物化學系擔任兩年助教，1963年至加拿大曼尼托巴大學留學，後又至滑鐵盧大學取得化學碩士，最後在多倫多大學取得教育學院教育碩士學位。在加拿大時間，他連遭兩次情變，又被校方拒絕攻讀博士的申請，因此罹患了精神衰弱症。這段時間，林媽利與朱樹勳結婚後，爭吵不休。失意的郭惠二想起學生時的志向，便想去東南亞及中南美洲做義工，但東南亞正排華風潮，而他也不會西班牙語，因此去奈及利亞。

### 海外服務
1971年，郭惠二前往奈及利亞大學醫學院教授有機化學和生物化學。在奈及利亞大學期間，郭惠二發現奈及利亞全國分沙漠及草原、雨林三大地理景觀，前兩者居民可從羊奶等食物中獲取必要的蛋白質，但住雨林的民眾長期以只含澱粉的樹薯為主食，普遍缺乏蛋白質。當時又適逢西非大旱，多數牛隻喪身，居民面臨飢荒，卻還是不習慣外地的營養替代品。郭惠二說服主管食品的州政府女性官員Constance Ifeacho推廣黃豆食品，讓他進行黃豆餅的研發工作。1972年下半年開始，郭惠二嘗試將黃豆食品本地化，如配合當地口味豆腐不加石膏改放檸檬汁，作出了多種黃豆製品。
為改善脂氧合酶造成釋出1-戊烯-3-酮的草腥味、棉子糖和水蘇糖的放屁問題，郭惠二提議用黃豆煮到攝氏80度以上的處理方式。他也主張說加熱不可超過攝氏83度，因反而會放出其他更多的酵素，改變豆漿的風味。
1973年，郭惠二在Ahmadu Bello大學醫學院擔任生物化學講師，同時研究蠶豆症所引起的貧血。在1978年採訪時，他說曾怕到非洲找不到配偶，但眼看改進了奈國人民的蛋白質缺乏症和公共衛生，單身又何妨。之後，他已無奈及利亞政府對黃豆的補助，只好自已掏腰包推廣黃豆食品，但他以化學藥品處理黃豆的專利過於複雜、不適推廣到家庭而沒有市場，瀕臨破產。他推廣黃豆食品的努力，日後被食品史書《History of Soybeans and Soyfoods in Africa (1857-2009)》第495到496頁中，以Theodore Kay之名介紹。

### 返回臺灣
1979年，郭惠二自奈及利亞返回臺灣後，又曾再赴肯亞做短暫的服務。1982年，在好友、台北醫學院藥學系教授陳朝洋推薦下，郭惠二於彰化師範大學化學系擔任副教授。郭惠二也曾至甘比亞駐中華民國大使館，教導大使與館員製作豆漿。一次，三毛半夜打生命線求救，接起的是郭惠二。
林媽利在五十四歲時與朱樹勳離婚，1991年底在一場音樂會與郭惠二相遇。郭惠二在六十歲時才首次與林媽利約會，1995年7月於中山教會舉辦婚禮。次年，郭惠二因在非洲改善食物的貢獻得到第六屆醫療奉獻獎時，他說前幾年重逢時，女方是講了請求諒解她過去的決定，而讓他心起漣漪。
自彰化師範大學教職退休後，郭惠二籌組台灣大專海外服務團，前往非洲、東南亞等地服務。
2016年，郭惠二因跌倒而臥床近五年半，後住在雙連安養中心。2022年3月1日，郭惠二因黃疸住院，3月7日因肝腎衰竭在淡水馬偕醫院過世，享壽88歲。4月9日七星中會中山教會舉行追思禮拜時，總統蔡英文頒贈褒揚令。骨灰葬至基督教平安園。

## 著作
- 郭惠二. . 中國主日學協會. 2022  [2023-03-13]. ISBN 9789575508586. （原始内容存档于2023-06-05）.